# Coast Miwok
Coast Miwok je grana Miwok Indijanaca, porodica Moquelumnan, s pacifičke obale Kalifornije, od sadašnjeg Sausalitoa do Duncan's Pointa, uključujući i Bodega Bay, Tomales Bay, i San Pablo Bay, pa u unutrašnjost do Sonome.  Mnogi Coast Miwoki danas žive na tradicionalnoj zemlji, ali nemaju priznatog plemenskog zemljišta. Ova Miwok populacija također se sastojala od više tribeleta među kojima i Licatiut.  
Lingvistika navodi barem dva jezika kojima su govorili, bodega miwok i marin miwok. Marin bijaše poglavica plemena Licatiut, pod tim je imenom pokršten,i kasnije je po njemu okrug dobio ime. Domorodačka populacija Coast Miwoka imala je oko 1.500 osoba u domorodačko vrijeme. Sada su organizirani kao Federated Indians of Graton Ranchiera. 

## Sela:
Amayelle, na San Antonio Creek.
Awachi, na ušću Estero Americano.
Awani-wi,  San Rafael.
Bauli-n, na Bolinas Bay.
Chokeche, blizu današnjeg Novato.
Echa-kolum, na Tomales Bay južno od Marshalla.
Echa-tamai, u Nicasio.
Etem, u Petalumi.
Ewapalt, kod Valley Ford.
Ewu, sjeverno od San Rafaela.
Helapattai, na Bodega Bay.
Hime-takala, na Bodega Bay.
Ho-takala, on Bodega Bay.
Huchi, u Sonoma.
Kennekono, na Bodega Corners.
Kotati, u Cotati.
Likatiut, na Petaluma River sjeverno od Petalume.
Liwanelowa, u Sausalitu.
Lumen-takala, sjeveroistočno Cotati.
Meleya, na San Antonio Creek jugozapadno od Petalume.
Olema-loke, u Olemi.
Olompolli, sjeverozapadno Novato-a.
Oye-yomi, blizu Freestone.
Pakahuwe, blizu Freestone.
Patawa-yomi, blizu Freestone.
Payinecha, zapadno od Cotati.
Petaluma, istočno od Petaluma River i sadašnjoj Petalumi.
Pulya-lakum, na oceanu uz ušće Salmon Creeka.
Puyuku, južno od Ignacio.
Sakloki, nasuprot Tomales Point.
Shotokmo-cha, jugoistočno od Ignacio.
Shotomko-wi, na Tomales Bay blizu ušća San Antonio Creeka.
Susuli, sjeverozapadno od Petaluma.
Suwutenne, sjeverno od Bodega Corners.
Temblek, zapadno od Sonoma.
Tiwut-huya, na obali blizu Bodega Baya.
Tokau, na Bodega Bayu.
Tuchayelin, sjeverozapadno od Petalume.
Tuli, sjeverozapadno od Sonome.
Tulme, sjeverozapadno od Petaluma.
Uli-yomi, na Estero Americano.
Utumia, blizu Tomalesa.
Wotoki, na južnoj strani Petaluma Rivera.
Wugilwa, na Sonoma Creek.

## Glavna plemena
- Hookooeko (Hoo'-koo-e'-ko, Marin Miwok) .- najveći dio današnjeg okruga Marin. l
- Olamentke (Olamentko) na Bodega Bay
- Lekahtewutko središnji dio južnog dijela okruga Sonoma County.

## Privreda
Domorodačka populacija Coast Miwoka imala je oko 1,500 osoba u domorodačko vrijeme. Lov, ribolov i sakupljanje osiguravali su im opstanak, tako barem misli Kelly (1978). Glavnina hrane porijeklom je iz oceana. Riba se lovila mrežama puštenih između dviju balsa od tula-trstike. Uz obalu aakupljali su i školjke

## Povijest
Coast Miwoki sa zapada okruga Marin nazivani su i Marshall Indians, Marin Miwok, Tomales, Tomales Bay i Hookooeko. Njima na sjeveru susjedi su Bodega Miwok. Ove dvije Miwok grupe danas zajedno sa Southern Pomo Indijancima žive u konfederaciji na rezervatu Graton Rancheria pod imenom The Federated Indians of Graton Rancheria. 
Prvi izvještaji o njime potječu 1579.  iz vremena Francisa Drakea. Kasnije, 1595., 1775., 1793. i 1808. spominju ih španjolski I ruski putnici. 1809 godine. Rusi ovdje 1809 postavljaju svoje pred-straže.  Misije se osnivaju 1776. (San Francisco de Asis), 1817. (San Rafael Arcangel) i 1823 (San Francisco Solano). Nakon perioda misionizacije od (1769-1834) dolazi do konfiskacija plemenskih zemljišta i kasnije do njihovog preseljenja.

## Vanjske poveznice
- Miwok and Rancho Days